# ルネ・ヤーステイン
ルネ・アルメニング・ヤーステイン（Rune Almenning Jarstein 、1984年9月29日 - ）は、ノルウェー・テレマルク県シーエン出身のサッカー選手。元ノルウェー代表。ポジションはゴールキーパー。「ヤーシュタイン」と表記されることもある。

## 経歴

### クラブ経歴
10代の頃にマンチェスター・ユナイテッドFC、FCバイエルン・ミュンヘンなど国外のクラブのトライアルを受けている。
オッド・グレンランド在籍時の2002年、18歳の時にエリテセリエンデビュー。2007年、所属クラブのアデコリーガエン（2部）降格に伴いローゼンボリBKに移籍。その後ダニエル・エアルンとのポジション争いに敗れ、2010年3月バイキングFKに移籍。
バイキングとの契約は2013シーズン終了後に満了し、 
2013年12月にヘルタ・ベルリンにフリーで加入した。2015-16シーズンは正GKのトーマス・クラフトが負傷したためレギュラーを務めた。このシーズンのプレーが評価され、2015年12月に2019年まで契約を延長し、クラフトからポジションを奪った。

### 代表歴
世代別代表では30試合ほど出場経験があり、UEFA U-19欧州選手権2002、UEFA U-19欧州選手権2003などに参加した。
2007年8月23日に行われたアルゼンチン戦でノルウェー代表デビュー。2011年から正ゴールキーパーに選ばれ、以来その座を守り続けている。

## 個人成績
2016年4月21日現在
| クラブ  | シーズン             | ディビジョン   | リーグ | リーグ | カップ | カップ | 通算 | 通算 |
| クラブ  | シーズン             | ディビジョン   | 出場   | 得点   | 出場   | 得点   | 出場 | 得点 |
| ------- | -------------------- | -------------- | ------ | ------ | ------ | ------ | ---- | ---- |
| 2002    | オッド・グレンランド | エリテセリエン | 2      | 0      | 2      | 0      | 4    | 0    |
| 2003    | オッド・グレンランド | エリテセリエン | 4      | 0      | 3      | 0      | 7    | 0    |
| 2004    | オッド・グレンランド | エリテセリエン | 0      | 0      | 0      | 0      | 0    | 0    |
| 2005    | オッド・グレンランド | エリテセリエン | 16     | 0      | 4      | 0      | 20   | 0    |
| 2006    | オッド・グレンランド | エリテセリエン | 25     | 0      | 1      | 0      | 26   | 0    |
| 2007    | オッド・グレンランド | エリテセリエン | 25     | 0      | 4      | 0      | 29   | 0    |
| 2008    | ローゼンボリBK       | エリテセリエン | 23     | 0      | 0      | 0      | 23   | 0    |
| 2009    | ローゼンボリBK       | エリテセリエン | 28     | 0      | 4      | 0      | 32   | 0    |
| 2010    | バイキングFK         | エリテセリエン | 26     | 0      | 5      | 0      | 31   | 0    |
| 2011    | バイキングFK         | エリテセリエン | 30     | 0      | 5      | 0      | 35   | 0    |
| 2012    | バイキングFK         | エリテセリエン | 30     | 0      | 2      | 0      | 32   | 0    |
| 2013    | バイキングFK         | エリテセリエン | 30     | 0      | 1      | 0      | 31   | 0    |
| 2013–14 | ヘルタ・ベルリン     | ブンデスリーガ | 1      | 0      | 0      | 0      | 1    | 0    |
| 2014–15 | ヘルタ・ベルリン     | ブンデスリーガ | 2      | 0      | 0      | 0      | 1    | 0    |
| 2015–16 | ヘルタ・ベルリン     | ブンデスリーガ | 29     | 0      | 2      | 0      | 31   | 0    |
| 総通算  | 総通算               | 総通算         | 275    | 0      | 33     | 0      | 308  | 0    |